# Snuggle Truck
Snuggle Truck – komputerowa gra wyścigowa stworzona przez studio Owlchemy Labs. W 2011 roku pierwotna nazwa projektu Smuggle Truck została odrzucona przez Apple App Store ze względu na jej kontrowersyjną tematykę, postacie w grze zostały więc zamienione na zwierzęta, a grę nazwano Snuggle Truck. Od tamtego czasu grę pobrano blisko 2 miliony razy na platformie iOS, w tym 1,3 miliona w ciągu 9 dni po przejściu na model free-to-play. 26 marca 2012 roku oba tytuły Snuggle Truck i Smuggle Truck zostały zawarte w Humble Bundle for Android 2, choć ostatni dostępny jest tylko na Android.